# Voilà Montmartre
Pour plus de détails, voir Fiche technique et Distribution.
Voilà Montmartre est un film français réalisé par Roger Capellani et sorti en 1934.

## Fiche technique
- Titre : Voilà Montmartre
- Réalisation : Roger Capellani
- Musique : Albert Chantrier
- Pays d'origine :  France
- Production : CITAC
- Genre : Comédie
- Durée : 90 minutes
- Date de sortie : France - 11 mai 1934

## Distribution
- Marguerite Moreno
- Dominique Bonnaud
- Raymond Bour
- Pierre Dac
- Mauricet
- Géo Charley